# Австрия на зимних Олимпийских играх 2006
Австрия принимала участие в Зимних Олимпийских играх 2006 года в Турине (Италия) в двадцатый раз за свою историю, и завоевала семь серебряных, девять золотых и семь бронзовых медалей. Сборная страны состояла из 73 спортсменов (55 мужчин, 18 женщин).
| Австрия на олимпиаде 2006 года в Турине | Австрия на олимпиаде 2006 года в Турине                          | Австрия на олимпиаде 2006 года в Турине | Австрия на олимпиаде 2006 года в Турине | Австрия на олимпиаде 2006 года в Турине |
| Медали                                  | Спортсмены                                                       | Вид спорта                              | Дисциплина                              | Результат                               |
| --------------------------------------- | ---------------------------------------------------------------- | --------------------------------------- | --------------------------------------- | --------------------------------------- |
| Золото                                  | Михаэла Дорфмайстер                                              | Горнолыжный спорт                       | Скоростной спуск, женщины               | 1.56,49                                 |
| Золото                                  | Михаэла Дорфмайстер                                              | Горнолыжный спорт                       | Супер-гигант, женщины                   | 1.32,47                                 |
| Золото                                  | Феликс Готтвальд                                                 | Лыжное двоеборье                        | спринт                                  |                                         |
| Золото                                  | Томас Моргенштерн                                                | Прыжки на лыжах с трамплина             | мужчины                                 | 276,9                                   |
| Золото                                  | Бенджамин Райх                                                   | Горнолыжный спорт                       | Слалом, мужчины                         | 1.43,14                                 |
| Золото                                  | Бенджамин Райх                                                   | Горнолыжный спорт                       | Гигантский слалом, мужчины              | 2.35,00                                 |
| Золото                                  | Андреас Лингер Вольфганг Лингер                                  | Санный спорт                            | мужчины                                 | 1.34,497                                |
| Золото                                  | Михаэль Грубер Кристоф Билер Феликс Готтвальд Марио Штехер       | Лыжное двоеборье                        | мужчины                                 |                                         |
| Золото                                  | Андреас Вильдхёльцль Андреас Кофлер Мартин Кох Томас Моргенштерн | Прыжки на лыжах с трамплина             | мужчины                                 | 984,0                                   |
| Серебро                                 | Феликс Готтвальд                                                 | Лыжное двоеборье                        | индивидуальная гонка                    |                                         |
| Серебро                                 | Райнфрид Хербст                                                  | Горнолыжный спорт                       | Гигантский слалом, мужчины              | 1.43,97                                 |
| Серебро                                 | Николь Хосп                                                      | Горнолыжный спорт                       | Слалом, женщины                         | 1.29,33                                 |
| Серебро                                 | Андреас Кофлер                                                   | Прыжки на лыжах с трамплина             | мужчины                                 | 276,8                                   |
| Серебро                                 | Херманн Майер                                                    | Горнолыжный спорт                       | Супер-гигант, мужчины                   | 1.30,78                                 |
| Серебро                                 | Марлис Шильд                                                     | Горнолыжный спорт                       | Горнолыжная комбинация, женщины         | 2.51,58                                 |
| Серебро                                 | Михаэль Вальххофер                                               | Горнолыжный спорт                       | Скоростной спуск, мужчины               | 1.49,52                                 |
| Бронза                                  | Михаил Ботвинов                                                  | Лыжные гонки                            | 15 км, мужчины                          | 2.06.12,7                               |
| Бронза                                  | Зигфрид Грабнер                                                  | Сноуборд                                | мужчины                                 |                                         |
| Бронза                                  | Херманн Майер                                                    | Горнолыжный спорт                       | Гигантский слалом, мужчины              | 2.35,16                                 |
| Бронза                                  | Александра Майсснитцер                                           | Горнолыжный спорт                       | Супер-гигант, женщины                   | 1.33,06                                 |
| Бронза                                  | Марлис Шильд                                                     | Горнолыжный спорт                       | Слалом, женщины                         | 1.29,79                                 |
| Бронза                                  | Райнер Шёнфельдер                                                | Горнолыжный спорт                       | Гигантский слалом, мужчины              | 1.44,15                                 |
| Бронза                                  | Райнер Шёнфельдер                                                | Горнолыжный спорт                       | Горнолыжная комбинация, мужчины         | 3.10,67                                 |

## Состав и результаты олимпийской сборной Австрии

### Бобслей
Спортсменов — 5
Мужчины
| Соревнование | Спортсмены                                                   | 1 заезд   | 1 заезд | 2 заезд   | 2 заезд | 3 заезд   | 3 заезд | 4 заезд   | 4 заезд | Итоговый результат | Итоговое место |
| Соревнование | Спортсмены                                                   | Результат | Место   | Результат | Место   | Результат | Место   | Результат | Место   | Итоговый результат | Итоговое место |
| ------------ | ------------------------------------------------------------ | --------- | ------- | --------- | ------- | --------- | ------- | --------- | ------- | ------------------ | -------------- |
| Двойки       | Вольфганг Штампфер Клаус Зелос                               | 55,92     | 9       | 55,94     | 11      | 56,57     | 10      | 56,90     | 9       | 3:45,33            | 9              |
| Двойки       | Юрген Лоакер Герхард Кохлер                                  | 57,29     | 16      | 56,22     | 16      | 57,07     | 19      | 57,69     | 19      | 3:47,27            | 13             |
| Четвёрки     | Вольфганг Штампфер Клаус Зелос Юрген Лоакер Ханс Петер Вельц | 55,77     | 10      | 55,83     | 13      | 55,73     | 15      | 55,53     | 15      | 3:42,86            | 13             |